# Kazuo Yamada
Kazuo Yamada (山田  一雄, Yamada Kazuo, 19 de outubro de 1912 – 13 de agosto de 1991) foi um compositor e maestro japonês. Entre outras, dirigiu a Orquestra Filarmónica de Tóquio, a Orquestra Filarmónica de Kanagawa e a Orquestra Sinfónica NHK.

## Obras principais
- Sonata para violino
- Sonata for violoncelo solista
- Quarteto de cordas n.º 1
- Notturno para flauta e piano
- De Soshigaya para voz e piano